# 613 TV
613 TV est une chaîne de télévision thématique française consacrée au Judaïsme.

## Concept
613 TV est la seule chaîne de télévision juive en France et qui est disponible sur le canal 613 du bouquet Freebox TV, dans la boutique VOD de Numericable et sur Darty-box.
La chaîne propose un service interactif combinant une chaîne de télévision traditionnelle et de la vidéo à la demande (VOD).
Les abonnés de la chaîne ont à la fois accès à un « flux en continu » diffusant les programmes de la chaîne de manière traditionnelle, et à un menu permettant d’accéder à ces mêmes programmes, à la demande, triés selon plusieurs et riches : A la une, Torah, 613 enfants (La Paracha avec Boubach, etc.), Pour vous Mesdames, Musique & Détente, Nos communautés, Hanouccah, Israël, Focus, Conférences, Pour la famille, Pour elle et lui, Vivre avec la Paracha, News et l'ennéagramme.

## Abonnement
La chaîne est proposée en VOD :
- En France :
  - sur Freebox TV
  - sur Numericable
  - sur Dartybox
  - sur Box SFR